# Oblats de Saint François de Sales
Les Oblats de Saint François de Sales (en latin : Oblatorum Institutum Sancti Francisci Salesii) forment une congrégation cléricale, enseignante et missionnaire, de droit pontifical.

## Historique
La congrégation est née de la volonté de Marie de Sales Chappuis (1793-1875), supérieure du couvent des Visitandines de Troyes pour réaliser le désir de saint François de Sales d'établir une congrégation de prêtres vivant du même esprit que les religieuses de la Visitation.
À Genève, Gaspard Mermillod, évêque de Lausanne et Genève cherche à créer une paroisse animée par une communauté de prêtres vivant de l'esprit salésien, mais les difficultés politiques l'obligent à fuir son diocèse. En 1865, au cours d'une conversation avec l'abbé Louis Brisson, il lui fait part de ses projets et l'encourage à s'y engager. Brisson se décide et demande aux moines d'Einsiedeln de lui fournir des documents salésiens pour l'élaboration de constitutions. Jules Emmanuel Ravinet, évêque de Troyes demande au père Brisson de refonder l'unique école catholique de la ville qui périclite, ce dernier voit dans cette proposition le moyen pour la nouvelle communauté religieuse de vivre et de rayonner. En 1873 commence le noviciat des six premiers religieux et le 12 octobre 1873 les premiers aspirants reçoivent l'habit religieux sous le nom d'oblats de saint François de Sales (« Oblat» du latin « donné », « offert »). En 1875, les premiers oblats  ouvrent le collège Saint-Bernard à Troyes ;  la même année, à la demande de son évêque, Louis Brisson part pour Rome afin de voir confirmer son travail par Léon XIII qui encourage le projet religieux.
L'institut obtient du pape le décret de louange le 21 décembre 1875 et ses constitutions sont définitivement approuvées par le Saint-Siège le 8 décembre 1897.
En France, l’extension des oblats est rapide ; de nombreux établissements scolaires voient le jour. Les oblats acceptent de se voir confier des missions en Afrique du Sud, au Fleuve Orange, en Amérique du Sud puis en Amérique du Nord. Les lois de « séparation » de 1904 imposent en France la fermeture de toutes les œuvres (7 collèges et 5 autres maisons d'enseignement) et la dispersion des oblats dans toute l’Europe. Ce fait permet la création de communautés en Allemagne, Autriche, Suisse, Hollande et Italie.

## Aujourd'hui
Les oblats se consacrent à l'enseignement de la jeunesse, au ministère paroissiale et à l'apostolat missionnaire.
Ils sont présents en :
- Europe : Allemagne, Autriche, France, Italie, Monaco, Pays-Bas, Suisse ;
- Amérique : Brésil, Canada, Équateur, États-Unis, Haïti, Mexique, Uruguay ;
- Afrique : Afrique du Sud, Bénin, Namibie, Côte d'Ivoire ;
- Asie : Inde.

La maison généralice est via Dandolo à Rome.
Au 31 décembre 2008, l'institut comptait 209 maisons et 568 religieux dont 441 prêtres. En France, ils possédèrent à Publier, en Haute-Savoie, jusqu'en 1994 le château de Blonay connu également sous le nom de Centre Saint-François-de-Sales.